# 내 몫까지 살아주
"내 몫까지 살아주"는 1967년 공개된 대한민국의 영화이다.

## 배역
- 문희
- 신영균
- 고은아